# Ágasbelű örvényféregalakúak

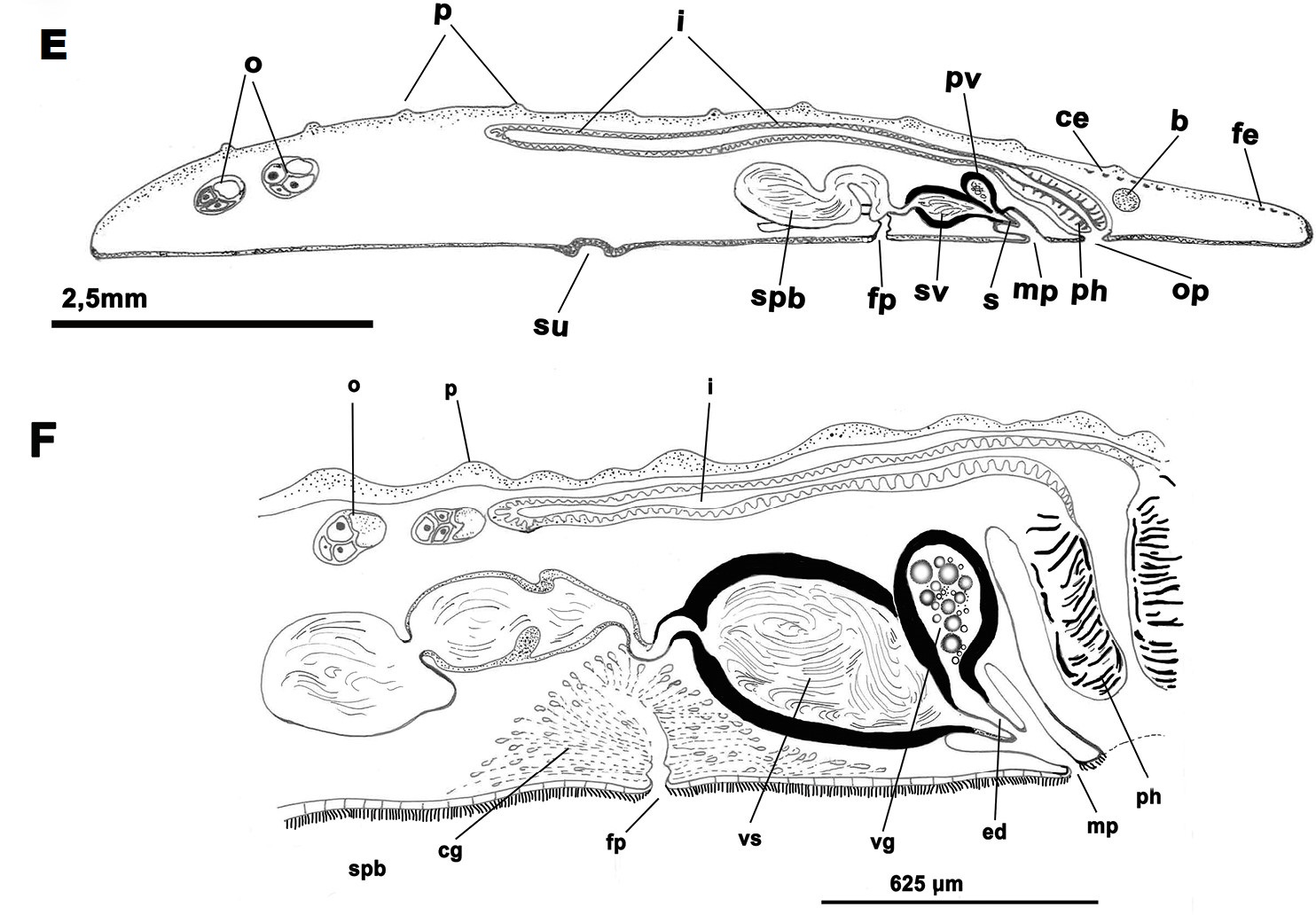
Cycloporus papillosus belső szervei

Az  ágasbelű örvényféregalakúak  (Sokszorosbelűek (Polycladida) a laposférgek (Platyhelminthes) közé sorolt örvényférgek (Turbellaria) altörzsében a valódi örvényférgek (Rhabditophora) osztályának egyik rendje két alrend összesen 21 családjával és egy alrendbe nem sorolt, kihalt nemmel (Platydendron).

## Megjelenésük, felépítésük
A nagy, erőteljesen lapított testű örvényférgek közé tartoznak. Egyesek akár 15 cm hosszúra is megnőhetnek, és emellett meglehetősen szélesek is (amitől alakjuk a vízbe hullott levelekére emlékeztet). Sok fajuk áttetsző, főként a trópusi fajok élénk színűek. Egész testüket csillók borítják (Urania)
Egyes taxonoknak (pl. a Planoceridae család fajainak) valódi, páros tapogatója van; mások (pl. a Pseudocerotidae család tagjai) felhajló testszéleikből ugyancsak páros áltapogatókat hoztak létre (Állatrendszertan).
Rendszerint sok szemük van a test elülső részén. Ezek:
- csoportokba állnak össze vagy

- egy sorban, az állat hossztengelyében, illetve

- két sorban, a test két peremén

helyezkednek el (Urania).
Garatjuk összetett (pharynx compositus) és redőzött (plicatus) típusú. Bélrendszerük csövei a garat végében kialakult központi gyomorból indulnak és többszörösen szétágaznak számos diverticulummal. Az egyes csövek a perifériákon összeolvadhatnak, és ezzel egyfajta hálózattá nőhetnek össze (Állatrendszertan). Néhány faj belének elágazásai kicsiny pórusok formájában a külvilágba nyílnak (Urania).
Petesejtjeik endolecitálisak.
A szívótárcsások (Cotylea) neve arra utal, hogy testük hátulsó részén, a női ivarnyílás mögött szívókorongjuk van (Urania).

## Életmódjuk, élőhelyük
Döntő többségük tengeri. Jellemzően a parti (litorális), ill. sekélytengeri (szublitorális) zónában élnek a tengerfenéken (száz méternél nem lejjebb); gyakran a korallzátonyokon. Csak néhány fajuk marad felnőtt korában is szabadon úszó.
Egyes fajok más állatok (pl. csalánozók, puhatestűek, rákok, tüskésbőrűek) ektokommenzalistái (tehát azok kültakaróján laknak, és osztoznak velük a táplálékon). Így például kígyókarú csillagok ektokommenzalistája a Notoplana comes.
Vannak közöttük élősködők is, mint például a kagylóparazita örvényférgek (Stylochus spp.).

### Szaporodásuk
Hímnősek. Petéikben nagyon kevés a szikanyag, ezért egyedfejlődésük többnyire közvetett, planktotróf típusú. Ez azt jelenti, hogy a zigótából először egy eléggé egyszerű szervezetű álca, az ún. lobofóra  lárva:
- Müller-féle lárva (jellemzően ilyen a tapadókorongosoké) vagy
- Götte-féle lárva[3]

bújik ki. Ez lebenyeinek erős csillóival szabadon úszik, mielőtt megtelepedne.